# Tegenregering van Mozambique
De Tegenregering van Mozambique bestond van 1975 tot 1992 en werd gevormd door RENAMO (Nationaal Verzet van Mozambique, tot 1978 MNR geheten). RENAMO, gesteund door Zuid-Afrika, Rhodesië en de Verenigde Staten, was fel gekant tegen de marxistische en socialistische regering in Maputo (de hoofdstad van Mozambique). RENAMO probeerde het regime omver te werpen en omstreeks 1981 controleerde RENAMO de binnenlanden van Mozambique. RENAMO-strijders vochten een heftige burgeroorlog uit met het Mozambikaanse leger dat gesteund werd door de Sovjet-Unie en Cuba.
De Tegenregering van Mozambique stond tot zijn dood in 1978 onder leiding van Andre Mtsagaissa, daarna werd hij opgevolgd door Afonso Dhlakama. In 1987 nam hij de titel president van de Nationale Raad aan. De liberalisering van het Zuid-Afrikaanse regime eind jaren tachtig betekende het einde van de financiële en materiële steun aan de Tegenregering en RENAMO. Op 7 augustus 1992 werd er een wapenstilstand gesloten tussen RENAMO en het Mozambikaanse leger. Op 9 oktober 1992 werd een definitief akkoord bereikt met de regering van Mozambique. De Tegenregering werd opgeheven en RENAMO werd omgevormd tot politieke partij. Sinds 1992 was Afonso Dhlakama (democratisch) oppositieleider. 

## Voorzitters van de Tegenregering van Mozambique
- Andre Mtsagaissa - 1975-1978 - MNR
- Afonso Dhlakama - 1978 - 1987 - RENAMO

## President van de Nationale Raad
- Afonso Dhlakama - 1987-1992 - RENAMO